# Sinumelon bitaeniata
Sinumelon bitaeniata är en snäckart som först beskrevs av Cox 1868.  Sinumelon bitaeniata ingår i släktet Sinumelon och familjen Camaenidae. Inga underarter finns listade i Catalogue of Life.